# Корнинг (Њујорк)
Корнинг (енгл. Corning) град је у америчкој савезној држави Њујорк. По попису становништва из 2010. у њему је живело 11.183 становника.

## Демографија
Према попису становништва из 2010. у граду је живело 11.183 становника, што је 341 (3,1%) становника више него 2000. године.
| Група             | 2000.          | 2010.          |
| Белци             | 10.124 (93,4%) | 10.113 (90,4%) |
| Афроамериканци    | 308 (2,8%)     | 356 (3,2%)     |
| Азијати           | 162 (1,5%)     | 202 (1,8%)     |
| Хиспаноамериканци | 86 (0,8%)      | 271 (2,4%)     |
| Укупно            | 10.842         | 11.183         |